# Indifferenskurva
En indifferenskurva beskriver en kurva som visar möjliga kombinationer mellan två olika varor. På en given indifferenskurva ger varje kombination av två olika varor samma nytta för en individ. Medan ekonomer som Gregory Mankiw ser stora tillämpningsmöjligheter för indifferenskurvorna, har nobelpristagarna Daniel Kahneman och Richard Thaler kritiserat konceptet för sin bristande förankring i verkligheten.

## Hur konsumenter väljer

Tre indifferenskurvor med den typiska konvexa formen

Med hjälp av indifferenskurvor vill ekonomer förklara hur konsumenterna väljer mellan olika varor. Indifferenskurvan visar olika kombinationer av val som ger konsumenten lika mycket nytta. Vi kan tänka oss att konsumenten kan välja mellan pizza och läsk. Ju mer läsk hon köper desto mindre pizza köper hon. Kurvans form visar hur mycket konsumenten måste byta av den ena varan mot den andra varan för att få samma nytta, detta kallas marginell substitutionskvot (marginal rate of substitution = MRS). Således får individen samma nytta på varje punkt av indifferenskurvan. Men eftersom konsumenten alltid föredrar mer konsumtion än mindre konsumtion föredrar hon alltid punkter på indifferenskurvor som ligger högre upp.

## Fyra uttalanden som beskriver indifferenskurvor
Indifferenskurvor kan beskrivas genom fyra uttalanden:
1. Indifferenskurvor som ligger högre upp föredras gentemot sådana som ligger längre ner
2. Indifferenskurvor lutar neråt eftersom konsumenterna gillar båda varor. Reduceras mängden av en vara måste mängden av den andra varan öka för att konsumenten ska vara lika lycklig
3. Olika indifferenskurvor skär inte varandra eftersom detta skulle innebära att konsumenten är lika lycklig vid den punkten där båda kurvor skär varandra, vilket säger emot antagandet att konsumenter alltid föredrar mer eller mindre av båda varor
4. Indifferenskurvor är inåtböjda. Kurvans utformning återspeglar den marginella substitutionskvoten som ändras beroende på hur mycket man har av en vara. Har man mer av en viss vara finns det en större beredskap att ge upp något av denna vara för att få en annan vara[2]

## Konsumentens optimala val

Där budgetrestriktionen rör indifferenskurvan ligger konsumentens optimum

Konsumenter kan dock inte välja vilken indifferenskurva som helst utan deras val begränsas av budgetrestriktionen, dvs. de pengar som konsumenten har till sitt förfogande. Där budgetrestriktionen rör indifferenskurvan befinner sig konsumentens optimum. Ökar individens inkomst kommer budgetrestriktionen att flyttas uppåt och därmed når hon en indifferenskurva som ligger högre upp.

## Indifferenskurvornas praktiska tillämpning
Gregory Mankiw menar att indifferenskurvor har en bred användning och kan exempelvis förklara varför konsumenter bestämmer sig mellan läsk och pizza, varför man bestämmer sig för mer fritid eller mer pengar, osv. Mankiw medger att konsumenter i verkligheten inte beter sig precis som teorin förespråkar men att kurvorna kan ses som en metafor: konsumenter vet att deras valmöjligheter begränsas av sin budget och utifrån sina begränsade resurser försöker de att nå så hög tillfredsställelse som möjlig.

## Invändningar mot teorin om indifferenskurvor

### Referenspunktens betydelse
I boken Tänka, snabbt och långsamt skriver nobelpristagaren Daniel Kahneman att problemet med indifferenskurvorna är att de enbart utgår ifrån det nuvarande tillståndet som en person befinner sig i utan att ta hänsyn till tidigare tillstånd. Utifrån teorin skulle exempelvis viljan att ta ett nytt jobb inte har någonting att göra med hur mycket man har tjänat på ett tidigare jobb och betalningsviljan för en ny bostad skulle heller inte ha att göra med hur mycket man betalade för sin förra bostad. Kahneman menar att dessa antaganden är "helt orealistiska" och anser att alla människor har en referenspunkt (t ex lönen som man hade på sitt förra jobb) som spelar en avgörande roll för deras preferenser. I och med att människor har en referenspunkt är preferenserna heller inte stabila utan de växlar med referenspunkten.

### Besittningseffekten
Indifferenskurvornas problem uppmärksammades även av nobelpristagaren Richard Thaler som introducerade begreppet besittningseffekten där han visade att betalningsviljan ändrades, beroende på om man äger en vara eller inte. Thalers professor Richard Rosett exempelvis var vinkännare och hade ett mycket lägre inköpspris för de vinflaskor han köpte (35 Dollar) än när han ägde dem då han ville få mycket mer betalt (100 Dollar), vilket säger emot teorin om indifferenskurvorna där inköpspriset och försäljningspriset är detsamma.